# Кадыровцы
Кадыровцы— неофициальное наименование подразделений Росгвардии, министерства внутренних дел (МВД) и министерства обороны (МО) России, дислоцированных в Чеченской Республике, личный состав которых набран из чеченцев. Название восходит к фамилии Ахмата Кадырова — отца Рамзана Кадырова. С начала вторжения в Украину армия Кадырова начала расти — за неполных три года число подразделений увеличилось больше, чем в два раза.

## История
Гвардия Кадырова начала формироваться ещё при жизни Ахмата Кадырова. «Кадыровцами» тогда называли бойцов службы безопасности президента Чечни, которую и возглавил Кадыров-младший. В тот момент это были в основном бывшие боевики, воевавшие против федеральных войск, но позже перешедшие на сторону Москвы. Формально кадыровские полки и батальоны приписывались к внутренним войскам МВД. После череды конфликтов отряды конкурентов Кадырова в том или ином виде были подчинены Кадырову.
В 2021-м году все подразделения были переименованы, что привело к путанице. Всего — семь подразделений МВД и Росгвардии, каждое из которых теперь носит имя Ахмата Кадырова — ОМОН имени Ахмата Кадырова, СОБР имени Ахмата Кадырова и так далее.
Из десяти новых формирований, созданных с начала вторжения в Украину, восемь формально подчиняются Минобороны, два — Росгвардии. Два других подразделения были созданы ещё в нулевых, но после вторжения России в Украину туда назначили людей Кадырова. 
За лето 2022 года Кадыров создал ещё несколько полков и батальонов для министерства обороны, укомплектованных по этническому принципу: появились подразделения «Север-Ахмат», «Юг-Ахмат», «Запад-Ахмат» и «Восток-Ахмат». В 2023-м году Кадыров создал ещё два подразделения, которые тоже формально вошли в общую армейскую структуру: это полки «Ахмат-Чечня» и «Ахмат-Россия».
Практически все подразделения формировались из жителей Чечни. Тем не менее, чеченские правозащитники неоднократно заявляли о том, что бойцов силой заставляют идти на войну — некоторых принуждают к этому, похищая родственников, кому-то угрожают увольнением или тюрьмой. Но из Чечни отправляют на войну не только уроженцев республики, которыми командует кадыровская охрана. Среди бесчисленных «Ахматов» есть и подразделение, которое комплектуется солдатами преимущественно не из Чечни. Главное нечеченское подразделение — добровольческий полк «Ахмат». Рекруты со всей страны стали съезжаться в Чечню с весны 2022 года. называет спецназом, хотя элитой этот «Ахмат» назвать сложно — туда берут вообще без какой-либо боевой подготовки. Добровольческий «Ахмат», состоящий из рекрутов со всей страны, не участвует в построениях перед Кадыровым.
Сколько точно бойцов в армии Кадырова — неизвестно, но он регулярно устраивает смотр силовиков. В конце февраля 2022 года в таком смотре участвовали 12 тысяч человек, а позже, как говорил сам Кадыров, уже 25 тысяч бойцов.
Ввиду низкой результативности, утверждений о постановочных видеосъёмках и обвинений со стороны российских военных в избегании реального участия в боевых действиях, что также подтверждается украинскими военными, кадыровцы были прозваны «TikTok-войсками» пользователями интернета и рядом изданий СМИ. Из-за массовых жалоб жителей Белгородской области, МО была создана комиссия для проверки случаев мародёрства со стороны кадыровцев; аналогичные жалобы жителей оккупированных территорий Россией не учитывались.

## Подразделения
- ОМОН «Ахмат-Грозный» — Росгвардия, 2000[28]
- ОМОН «Ахмат-Крепость» — Росгвардия, 2000[2]
- ОМОН «Ахмат-1» (бывший нефтеполк) — Росгвардия, 2001[29][30]
- Полк полиции имени Ахмата Кадырова — МВД, 2004[2]
- СОБР «Ахмат» — Росгвардия, 2005[28]
- 141-й моторизованный полк имени А. Кадырова (Север) — Росгвардия, 2006[28]
- 249-й отдельный моторизованный батальон «Юг» — Росгвардия, 2006[28]

- 78-й полк спецназначения «Север-Ахмат» — Минобороны, 2022[31]
- 270-й мотострелковый полк «Ахмат-Кавказ» — Минобороны, 2025[32]
- 1434-й мотострелковый полк «Ахмат-Чечня» — Минобороны[33]
- «Запад-Ахмат» — Минобороны, 2022[34]
- «Восток-Ахмат» — Минобороны, 2022[35]
- «Юг-Ахмат» — Минобороны, 2022[34]
- Добровольцы «Ахмат» — Минобороны, 2022[36]
- Стрелковый батальон имени шейха Мансура — Минобороны, 2022[37]
- Полк полиции № 2 по охране объектов нефтегаз. комплекса — Росгвардия, 2022[2]
- 96-й полк оперативного назначения — Росгвардия, 2022 (существует с 2000)[2]
- 94-й полк оперативного назначения — Росгвардия, 2022 (существует с 2000)[2]
- «Ахмат-Россия» — Минобороны, 2023[38]
- «Ахмат-Чечня» — Минобороны, 2023[38]
- Батальон оперативного назначения имени Байсангура Беноевского — Росгвардия, 2023[39]
- Полк №20 — Росгвардия (анонсировано создание)[2]